# Underneath the Radar
Underneath the Radar – debiutancki album studyjny zespołu Underworld, wydany w marcu 1988 roku przez Sire Records jako CD oraz LP.

## Historia albumu
Zespół Underworld pod koniec 1987 roku podpisał kontrakt z wytwórnią Sire Records, a w marcu 1988 roku wydał album Underneath the Radar, nagrany na żywo podczas jednej sesji. Trasa koncertowa po amerykańskich klubach wywindowała w lipcu singiel z tytułowym utworem do 74. miejsca na liście Hot 100 tygodnika Billboard. W następnym miesiącu popularność na amerykańskich parkietach zdobyła kolejna piosenka z albumu, „Show Some Emotion”.  W 1989 zespół wydał kolejny album, Change the Weather, po czym w trakcie amerykańskiej trasy koncertowej rozpadł się. 

## Lista utworów

### Zestaw utworów na płycie CD
Lista utworów i informacje według Discogs:
| 1.  | Glory! Glory!               | 5:51  |
|     |                             |       |
| 2.  | Call Me No. 1               | 4:56  |
|     |                             |       |
| 3.  | Rubber Ball (Space Kitchen) | 3:36  |
|     |                             |       |
| 4.  | Show Some Emotion           | 4:25  |
|     |                             |       |
| 5.  | Underneath The Radar        | 6:05  |
|     |                             |       |
| 6.  | Miracle Party               | 1:26  |
|     |                             |       |
| 7.  | I Need A Doctor             | 4:51  |
|     |                             |       |
| 8.  | Bright White Flame          | 5:10  |
|     |                             |       |
| 9.  | Pray                        | 5:43  |
|     |                             |       |
| 10. | The God Song                | 6:00  |
|     |                             |       |
|     |                             | 48:03 |
|     |                             |       |
Skład zespołu:
- Karl Hyde – śpiew, gitary
- Rick Smith – instrumenty klawiszowe, chórki
- Alfie Thomas – gitara, chórki
- Baz Allen – gitara basowa
- Bryn B. Burrows – perkusja

Wszystkie utwory napisali: Karl Hyde, Rick Smith i Alfie Thomas.

### Listy tygodniowe
| Kraj              | Lista         | Pozycja |
| ----------------- | ------------- | ------- |
| Australia         | ARIA Charts   | 32      |
| Stany Zjednoczone | Billboard 200 | 139     |